# Jade Puget
Jade Errol Puget (ur. 28 listopada 1973 roku w Kalifornii) – gitarzysta i główny twórca piosenek amerykańskiego zespołu AFI, do którego dołączył w 1998 roku.
Jade sięgnął po gitarę w szkole średniej. Nie mógł w tej kwestii liczyć na zbyt wielkie wsparcie rodziców, więc postanowił podjąć naukę gry na wspomnianym instrumencie na własną rękę. Ćwiczył, starając się grać utwory Led Zeppelin, czy 'BB' King. Zanim zagrzał na stałe miejsce w AFI, był członkiem kilku innych zespołów. Żaden z nich jednak nie odniósł takiego sukcesu jak A Fire Inside. Do ostatniego z nich wstąpił tuż przed tym, gdy grupa szykowała się do nagrywania kolejnej płyty – Black Sails In The Sunset. Zmiana brzmienia kapeli to właśnie jego zasługa.
Jade jest wegetarianinem i podobnie jak jego kolega z zespołu – Davey Havok – wyznaje światopogląd Straight edge. Stworzyli oni razem elektroniczny projekt Blaqk Audio. muzyka elektroniczna to jego wielka pasja. Poza wspomnianym projektem, dał się również poznać jako twórca remiksów (nagrał remixy piosenek m.in. Tiger Army, Tokio Hotel i Mansona).
Jade posiada trójkę rodzeństwa – siostrę oraz dwóch młodszych braci. Jeden z nich, Smith, jest menadżerem grupy do spraw trasy.

## Wcześniejsze zespoły
- Loose Change(razem z Chonem Travisem w 1992 roku nagrali wspólną EP razem z AFI, zatytułowaną Dork – był to pierwszy winyl grupy)
- Influence 13
- Redemption 87
- Taxidermy (gdzie grał na basie)
- F3BW (też bas)
- Dance Hall Crashers

## Dokonania z AFI
- EPki:
  - Black Sails (1999)
  - All Hallows (1999)
  - The Days of the Phoenix (2001)
  - 336 (2002),
- albumy:
  - Black Sails in the Sunset (1999)
  - The Art of Drowning (2000)
  - Sing the Sorrow (2003)
  - decemberunderground (2006)
  - Crash Love (2009)

## Remixy autorstwa Jade'a
- +44 – When Your Heart Stops Beating
- Marilyn Manson – Heart-Shaped Glasses (When the Heart Guides the Hand)
- The Static Age – Airplanes
- Tiger Army – Where the Moss Slowly Grows
- Tokio Hotel – Ready, Set, Go!